# Alec Waugh
Alexander Raban Waugh, dit Alec Waugh, est un écrivain britannique né à Londres le 8 juillet 1898 et mort à Tampa (Floride) le 3 septembre 1981. Il est le fils d'Arthur Waugh, le grand frère d'Evelyn Waugh, l'oncle d'Auberon Waugh et le grand-oncle d'Alexandre Waugh.

## Vie
Alec Waugh est né à Londres, fils de l'écrivain Arthur Waugh. Il étudie à la Sherborne School, une école publique dans le Dorset. Il livre ses souvenirs de jeunesse dans son premier livre, le roman The Loom of Youth, inspiré de The Harrovians d'Arnold Lunn. Le livre, qui mentionne des relations homosexuelles, se vendit bien, mais créa un tel scandale que Waugh fut expulsé d'une société d'étudiants de son école, The Old Shirburnian Society (selon laquelle Waugh ne fut pas exclu, mais démissionna).
Waugh combattit pendant la Première Guerre mondiale, et fut fait prisonnier par les Allemands en 1918.
Sa carrière fut éclipsée par celle de son petit frère Evelyn Waugh ; ses écrits rappellent souvent ceux de William Somerset Maugham. Island in the Sun (1955), est un best seller, et fut adapté au cinéma par Robert Rossen en 1957. Ce film inspira Chris Blackwell dans la création de la société d'édition musicale Island Records.
Alec Waugh vécut une partie de sa vie à Tanger. Œnologue, il a écrit plusieurs livres sur le vin.

## Œuvres
- The Loom of Youth, Londres, New Delhi, New York, Sydney, Bloomsbury Reader, 1917, 2012,  (ISBN 978-1-4482-0052-8)
- Resentment Poems (1918)
- The Prisoners of Mainz (1919)
- Pleasure (1921)
- Public School Life: Boys, Parents, Masters (1922)
- The Lonely Unicorn (1922)
- Myself When Young : confessions (1923)
- Card Castle (1924)
- Kept : a story of post-war London (1925)
- Love In These Days (1926)
- On Doing What One Likes (1926)
- Nor Many Waters (1928)
- The Last Chukka : Stories of East and West (1928)
- Three Score and Ten (1929)
- "…'Sir,' She Said" (1930)
- The Coloured Countries (1930)
- Hot Countries  (1930), avec des gravures de Lynd Ward
- Most Women (1931)
- So Lovers Dream (1931)
- Leap Before You Look (1932)
- No Quarter (1932)
- Thirteen Such Years (1932)
- Wheels Within Wheels (1933)
- The Balliols (1934)
- Jill Somerset (1936)
- Eight Short Stories (1937)
- Going Their Own Ways (1938)
- No Truce With Time (1941)
- His Second War (1944)
- The Sunlit Caribbean (1948)
- These Would I Choose (1948)
- Unclouded Summer (1948)
- The Sugar Islands: a Caribbean travelogue (1949)
- The Lipton Story (1950)
- Where the Clocks Chime Twice (1951)
- Guy Renton (1952)
- Island in the Sun (1955)
- Merchants of Wine: House of Gilbey (1957)
- The Sugar Islands: a collection of pieces written about the West Indies between 1928 and 1953 (1958)
- In Praise of Wine (1959)
- Fuel for the Flame (1960)
- My Place in the Bazaar (1961)
- The Early Years of Alec Waugh (1962)
- A Family of Islands: A History of the West Indies 1492 to 1898 (1964)
- Mule on the Minaret (1965)
- My Brother Evelyn and Other Portraits (1967)
- Foods of the World: Wines and Spirits (1968)
- A Spy in the Family (1970)
- Bangkok: the story of a city (1970)
- A Fatal Gift (1973)
- A Year to Remember : a reminiscence of 1931 (1975)
- Married to a Spy (1976)
- The Best Wine Last : an autobiography through the years 1932–1969 (1978)